# Mario Prosperi (calciatore)
Mario Prosperi (Melide, 4 agosto 1945) è un ex calciatore svizzero, di ruolo portiere.